# Luisia
Luisia är ett släkte av orkidéer. Luisia ingår i familjen orkidéer.

## Dottertaxa tillLuisia, i alfabetisk ordning[1]
- Luisia abrahamii
- Luisia amesiana
- Luisia antennifera
- Luisia appressifolia
- Luisia boninensis
- Luisia brachystachys
- Luisia cantharis
- Luisia celebica
- Luisia confusa
- Luisia cordata
- Luisia cordatilabia
- Luisia curtisii
- Luisia filiformis
- Luisia foxworthii
- Luisia hancockii
- Luisia javanica
- Luisia jonesii
- Luisia longispica
- Luisia macrantha
- Luisia macrotis
- Luisia magniflora
- Luisia megasepala
- Luisia microptera
- Luisia morsei
- Luisia primulina
- Luisia psyche
- Luisia pulniana
- Luisia ramosii
- Luisia recurva
- Luisia secunda
- Luisia taurina
- Luisia tenuifolia
- Luisia teres
- Luisia thailandica
- Luisia trichorrhiza
- Luisia tristis
- Luisia unguiculata
- Luisia volucris
- Luisia zollingeri